# Kościół Wszystkich Świętych w Kucharach Kościelnych
Kościół Wszystkich Świętych w Kucharach Kościelnych – rzymskokatolicki kościół parafialny należący do parafii pod tym samym wezwaniem (dekanat tuliszkowski diecezji włocławskiej).
Jest to świątynia wzniesiona w 1795 roku dzięki staraniom proboszcza Michała Iwańskiego. Wieża sygnaturki została wybudowana w 1870 roku. W 1912 roku kościół został odrestaurowany, natomiast w 1994 roku świątynia została wyremontowana.
Budowla jest drewniana, jednonawowa, posiada konstrukcję zrębową. Świątynia jest salowa, jej prezbiterium nie jest wyodrębnione z nawy, zamknięta jest dwubocznie. Z boku nawy są umieszczone kruchta i zakrystia. Świątynię nakrywa dach jednokalenicowy, pokryty gontem, na dachu znajduje się sześciokątna wieżyczka na sygnaturkę. Zwieńcza ją blaszany baniasty dach hełmowy z latarnią. Wnętrze nakrywa strop podparty słupami. Na chórze muzycznym jest umieszczony prospekt organowy. Nowy instrument został wykonany w latach 90. XX wieku. Na ścianach wokół kościoła znajduje się ozdobny fryz z wizerunkami świętych i scenami z biblii. Ołtarz główny i dwa ołtarze boczne w stylu barokowym pochodzą z około 1700 roku. Ambona powstała pod koniec XVIII wieku. Chrzcielnica kamienna została wykonana w XVI wieku. Rzeźba ludowa Chrystusa Frasobliwego pochodzi z przełomu XVII i XVIII wieku. Kamienna chrzcielnica jest datowana na około XV wiek.